# Conus adenensis
Conus adenensis é uma espécie de gastrópode do gênero Conus, pertencente a família Conidae.